# Iwaschyniwka
Iwaschyniwka (ukrainisch Івашинівка; russisch Ивашиновка Iwaschinowka) ist ein Dorf im Westen der ukrainischen Oblast Dnipropetrowsk im Rajon Pjatychatky mit 724 Einwohnern (2012).
Das um 1850 gegründete Dorf wurde erstmals im Jahr 1897 schriftlich erwähnt und hatte zu diesem Zeitpunkt 18 Häuser mit zusammen 150 Bewohnern. Das Dorf liegt von kleinen Stauseen umgeben 10 km südlich des ehemaligen Rajonzentrums Pjatychatky, 10 km östlich der Stadt Schowti Wody und 7 km nördlich des Bahnhofs bei Sawro.

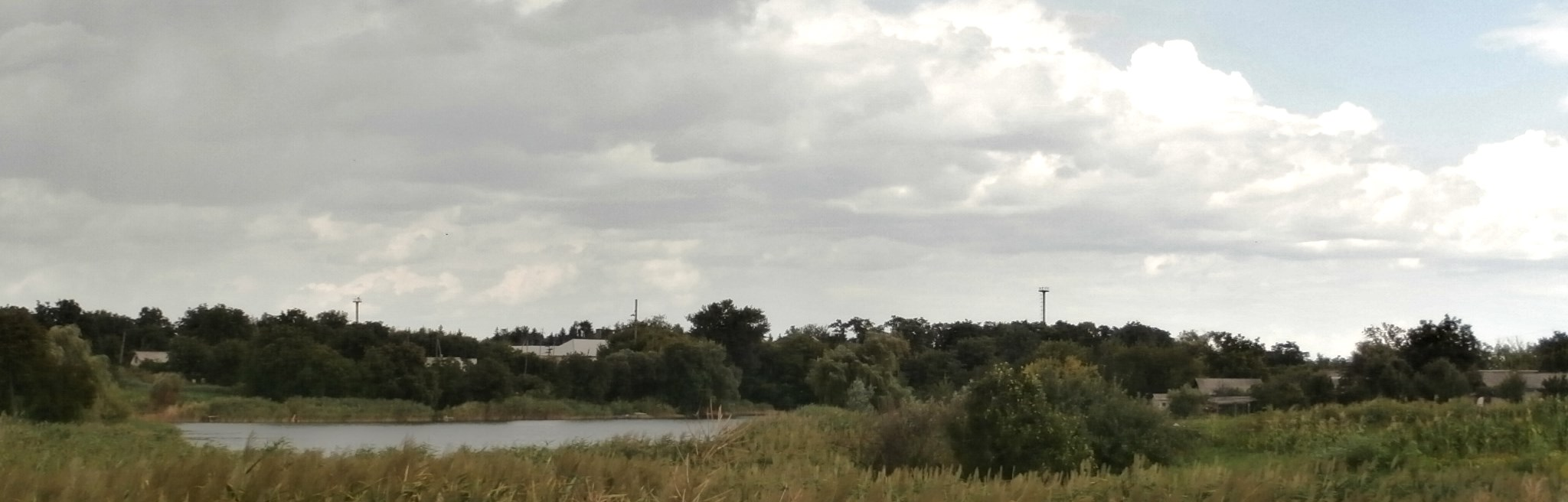
Blick auf Iwaschyniwka

Am 12. Juni 2020 wurde das Dorf ein Teil der neugegründeten Stadtgemeinde Pjatychatky, bis dahin bildete es zusammen mit dem Dorf Krasna Wolja (ukrainisch Красна Воля) sowie der Ansiedlung Werschynnne (ukrainisch Вершинне) die gleichnamige Landratsgemeinde Iwaschyniwka (Івашинівська сільська рада/Iwaschyniwska silska rada) im Süden des Rajons Pjatychatky.
Am 17. Juli 2020 kam es im Zuge einer großen Rajonsreform zum Anschluss des Rajonsgebietes an den Rajon Kamjanske.

## Galerie

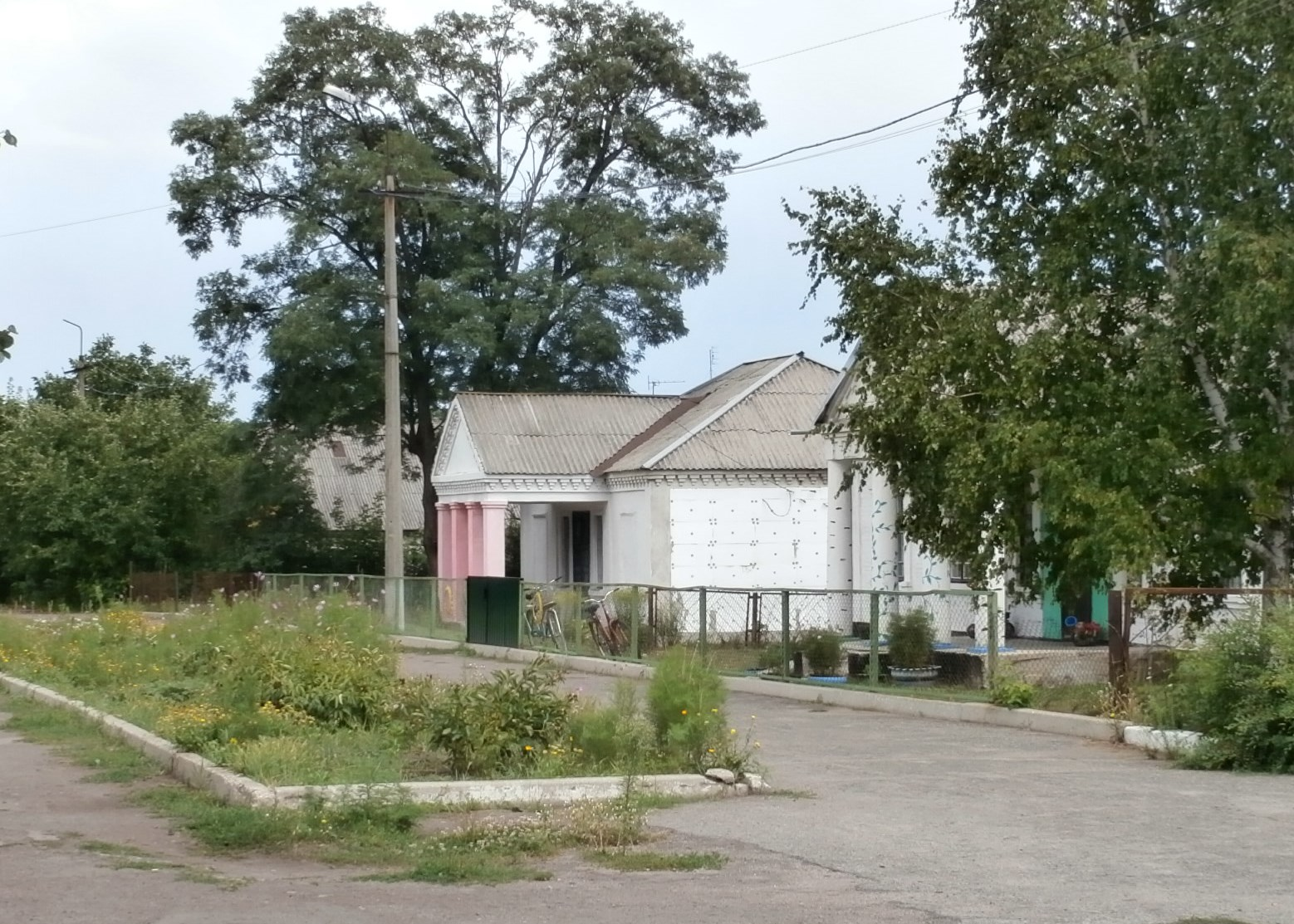
Hauptstraße in Iwaschyniwka
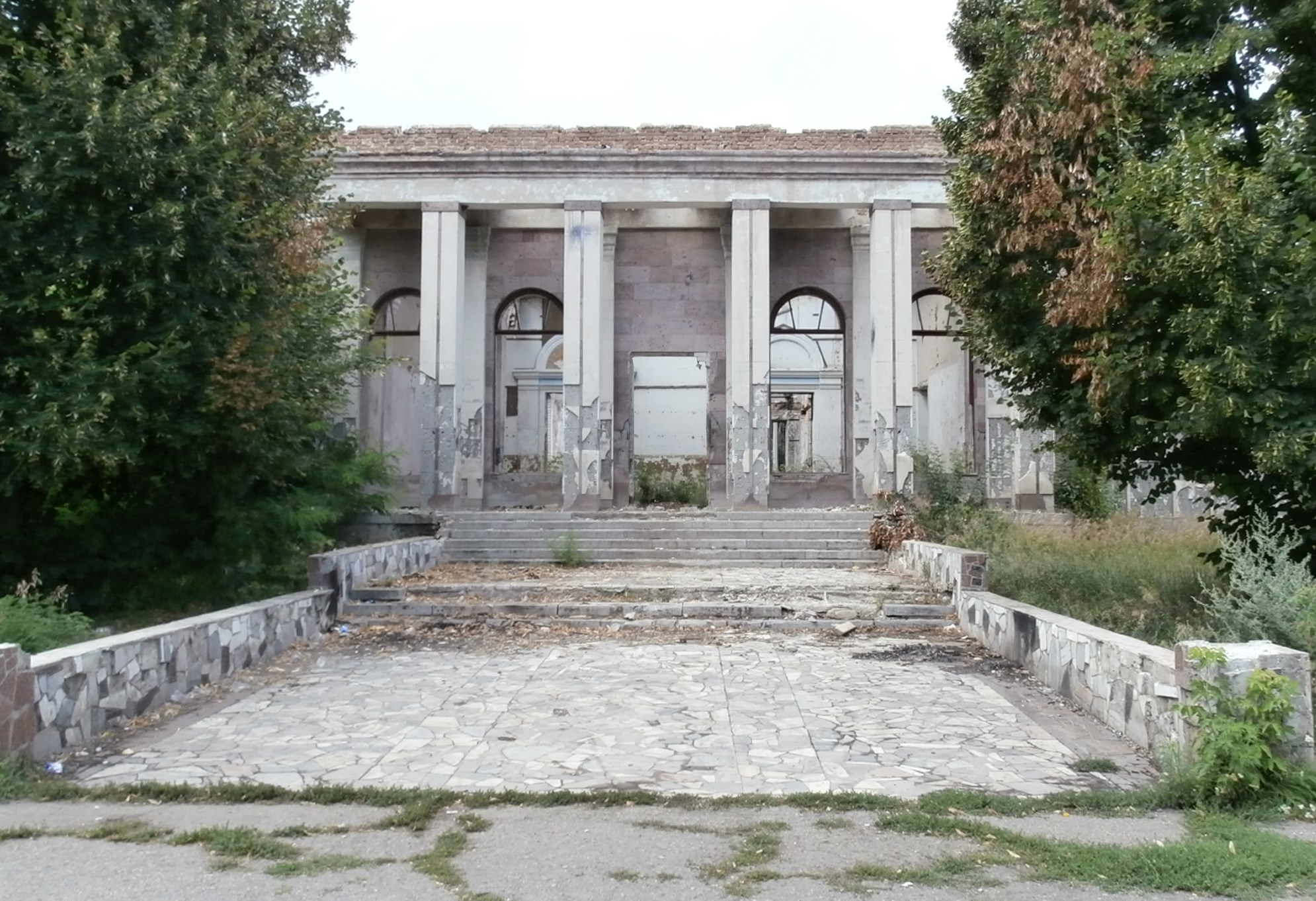
Ehemaliges Haus der Kultur
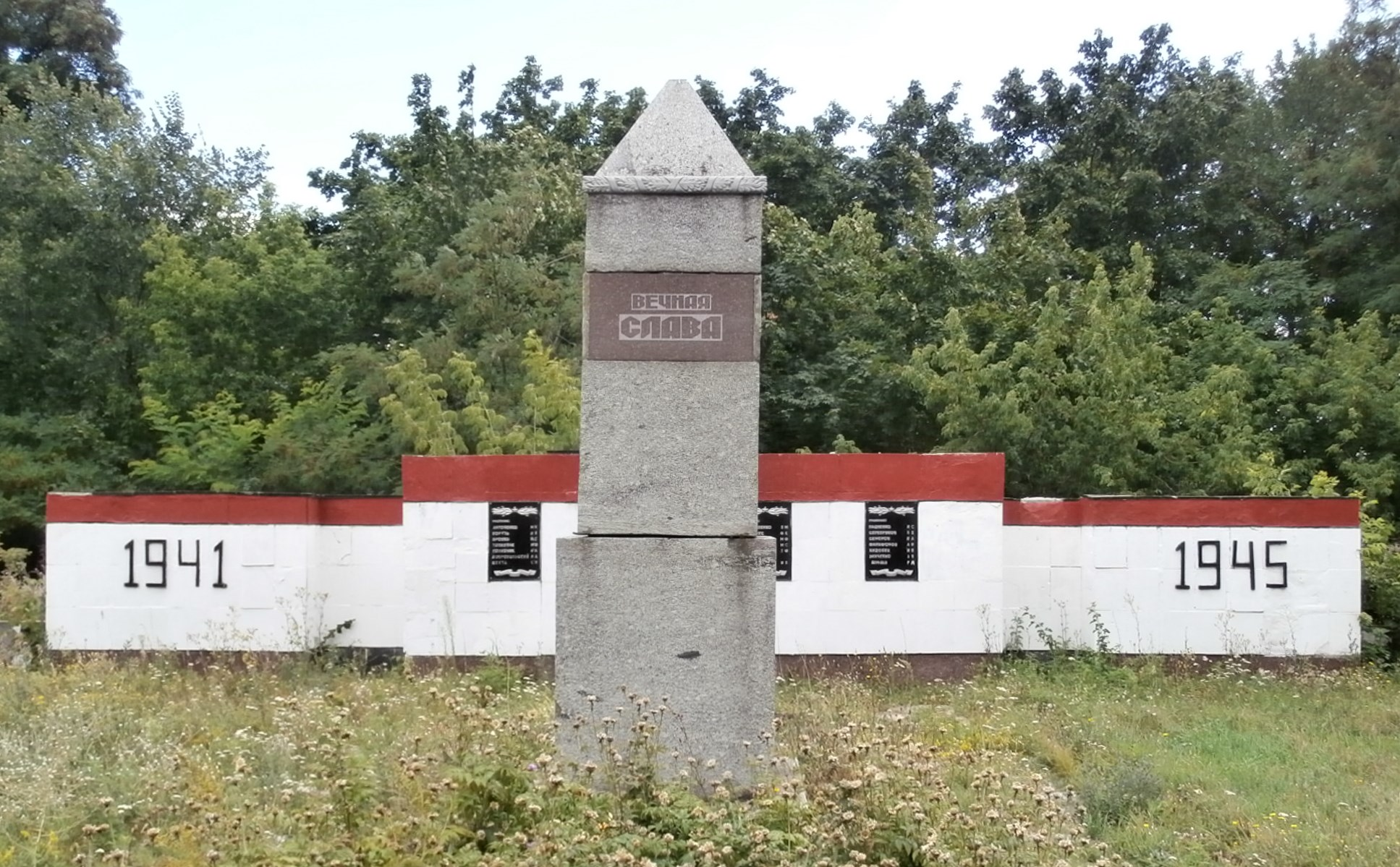
Denkmal für die Gefallenen des „Großen Vaterländischen Krieges 1941-45“
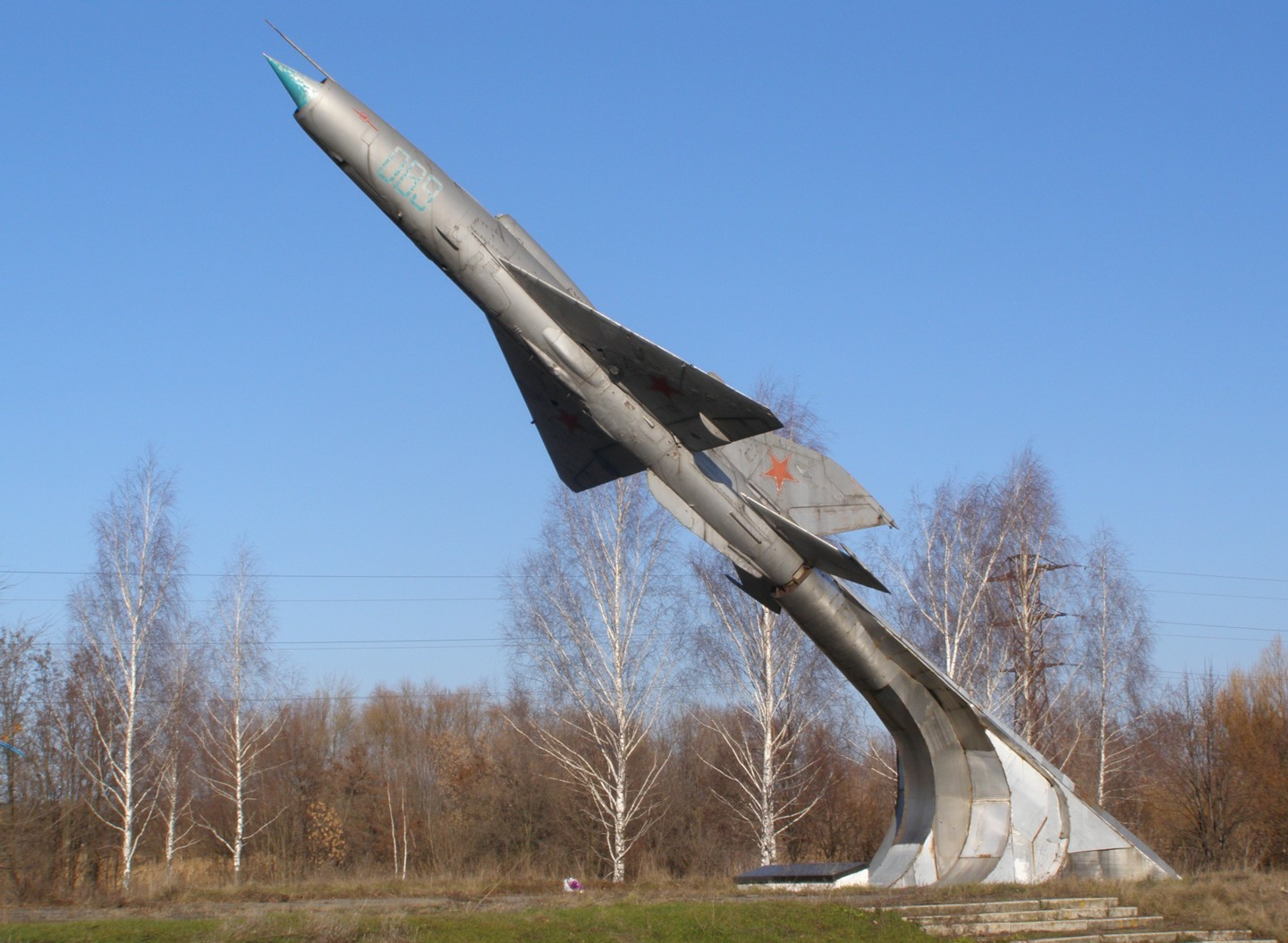
MiG-21 nördlich des Ortsausgangs von Radhospne